# دیگر وقتش رسیده‌است
دیگر وقتش رسیده‌است (انگلیسی: It's About Time) یک مجموعهٔ تلویزیونی خیال‌پردازی علمی کمدی است که مابین سال‌های ۱۹۶۶ تا ۱۹۶۷ از شبکهٔ تلویزیونی سی‌بی‌اس پخش شد. در ۲۷ ژوئن ۲۰۱۷، شرکت کلاسیک‌فلیکس دی‌وی‌دی مجموعهٔ کامل این سریال قدیمی را منتشر کرد.